# Tuukka Rask
Tuukka Rask (* 10. března 1987) je bývalý finský profesionální hokejový brankář. Při výluce NHL 2012/2013 chytal v českém extraligovém klubu HC Škoda Plzeň.

## Hráčská kariéra

### Finsko
Rask svou kariéru začal v mládežnických týmech svého městského týmu SaPKo.
Poté hrál 26 zápasů za Ilves ve finské juniorské lize. Připsal si úspěšnost zákroků 93,5% a v průměru inkasoval 1,86krát za zápas. Byl nejlépe umístěným evropským brankářem na draftu v roce 2005.
Svou poslední sezonu v Evropě odehrál za první tým Ilves v nejvyšší finské lize, SM-Liize.

### Toronto Maple Leafs
Toronto Maple Leafs jej draftovali jako 21. celkově na vstupním draftu v roce 2005. Ještě než stihl odehrát jediný zápas za Maple Leafs, byl vyměněn do Boston Bruins za Andrewa Raycrofta, bývalého vítěze Calder Trophy pro nejlepšího nováčka sezony, protože se vedení Leafs domnívalo, že je přebytečný a více věřilo jinému mladíkovi, Justinu Poggovi.

### Boston Bruins
5. května 2007 podepsal tříletý kontrakt s Bruins a sledoval boje farmy Providence Bruins v play-off nižší AHL. P-Bruins se ve druhém kole nedostali přes Manchester Monarchs, Rask trénoval s týmem jen krátce.
5. listopadu 2007 byl poprvé povolán z Providence do prvního týmu Bruins a o dva týdny později si připsal svou první výhru a to na ledě jeho bývalého týmu, Toronto Maple Leafs.
Před začátkem sezony 2008-09 se nedostal do prvního týmu Bruins, i přesto, že v přípravných zápasech měl lepší úspěšnost zákroků než ostatní brankáři, Manny Fernandez, Tim Thomas a Kevin Regan.
31. ledna 2009, v jeho jediném zápase sezony, si připsal svou první nulu v kariéře, když Marc Savard vstřelil jediný gól zápasu do sítě New York Rangers.
Krátce po začátku sezony 2009/2010 byl určen jako dvojka za Timem Thomase. 5. listopadu 2009 podepsal nový dvouletý kontrakt s Bruins. V této sezoně se mu navíc podařilo získat pozici startovního brankáře a také byl v základní části jediným brankářem ligy s méně než dvěma obdrženými góly na zápas a lepší úspěšností zákroků než 93%. Za předvedené výkony dostal ocenění Roger Crozier Saving Grace Award, které se uděluje brankáři který má největší procento chycených střel a hrál minimálně v 25 utkáních základní části, ale nebyl nominovaný na cenu pro nejlepšího nováčka a ani na Vezina Trophy, pro nejlepšího brankáře ligy. V sezóně 2010/2011 se Thomas znovu vrátil do formy, což Raska odsunulo do úlohy dvojky. Na konci sezony slavil s Bruins titul v NHL a stal se tak teprve druhým finským brankářem, který získal Stanley Cup, před ním to dokázal v sezoně 2009/2010 Antti Niemi s Chicagem Blackhawks.
28. června 2012 podepsal s Bruins jednoroční kontrakt na 3,5 miliónu dolarů.
Svůj poslední zápas odehrál 25. ledna 2022 v TD Garden, Boston proti Anaheimu, Bruins prohráli 5:3. Měl 81,5% úspěšných zákroků. 9. února 2022 oznámil konec kariéry v Boston Bruins, ve kterém strávil 15 sezón.

## Ocenění a úspěchy
- 2004 SM-l 20 – Nejlepší brankář měsíce listopadu 2003
- 2004 SM-l 20 – Nejlepší nováček měsíce listopadu 2003
- 2005 SM-l 20 – Nejlepší hráč měsíce února 2005
- 2005 SM-l 20 – Nejnižší průměr inkasovaných branek
- 2005 SM-l 20 – Nejúspěšnější brankář
- 2006 MSJ – All-Star Tým
- 2006 MSJ – Nejlepší brankář
- 2008 AHL – All-Star Game
- 2010 NHL – Roger Crozier Saving Grace Award
- 2010 NHL – Nejnižší průměr inkasovaných branek
- 2013 NHL – Nejvíce čistých nul
- 2014 NHL – První All-Star Tým
- 2014 NHL – Vezina Trophy
- 2014 NHL – Nejvíce čistých nul
- 2017 NHL – All-Star Game
- 2020 NHL – All-Star Game (pouze nominován, do utkání hvězd nenastoupil)
- 2020 NHL – Nejnižší průměr inkasovaných branek
- 2020 NHL – William M. Jennings Trophy
- 2020 NHL – Druhý All-Star Tým

## Prvenství

### NHL
- Debut – 20. listopadu 2007 (Toronto Maple Leafs proti Boston Bruins)
- První inkasovaný gól – 20. listopadu 2007 (Toronto Maple Leafs proti Boston Bruins, kanadským obráncem Bryan McCabe)
- První vychytaná nula – 31. ledna 2009 (Boston Bruins proti New York Rangers)

### ČHL
- DebutL – 30. září 2012 (HC Škoda Plzeň proti HC Sparta Praha)
- První inkasovaný gól – 30. září 2012 (HC Škoda Plzeň proti HC Sparta Praha, českým útočníkem Dominikem Simonem)
- První vychytaná nula – 4. listopadu 2012 (HC Škoda Plzeň proti HC Vítkovice Steel)

## Statistiky

### Základní části
| Sezona       | Tým               | Liga         | Z   | V   | P   | R/Pvp | MIN    | OG    | ČK | POG  | %ChS  |
| ------------ | ----------------- | ------------ | --- | --- | --- | ----- | ------ | ----- | -- | ---- | ----- |
| 2004–05      | Tampereen Ilves   | SM-l         | 4   | 0   | 1   | 1     | 202    | 15    | 0  | 4.46 | .875  |
| 2005–06      | Tampereen Ilves   | SM-l         | 30  | 12  | 7   | 8     | 1,724  | 60    | 2  | 2.09 | .926  |
| 2006–07      | Tampereen Ilves   | SM-l         | 49  | 18  | 18  | 10    | 2,872  | 114   | 3  | 2.38 | .928  |
| 2007–08      | Providence Bruins | AHL          | 45  | 27  | 13  | 2     | 2,570  | 100   | 1  | 2.33 | .905  |
| 2007–08      | Boston Bruins     | NHL          | 4   | 2   | 1   | 1     | 184    | 10    | 0  | 3.25 | .886  |
| 2008–09      | Providence Bruins | AHL          | 57  | 33  | 20  | 4     | 3,340  | 139   | 4  | 2.50 | .915  |
| 2008–09      | Boston Bruins     | NHL          | 1   | 1   | 0   | 0     | 60     | 0     | 1  | 0.00 | 1.000 |
| 2009–10      | Boston Bruins     | NHL          | 45  | 22  | 12  | 5     | 2,562  | 84    | 5  | 1.97 | .931  |
| 2010–11      | Boston Bruins     | NHL          | 29  | 11  | 14  | 2     | 1,594  | 71    | 2  | 2.67 | .918  |
| 2011–12      | Boston Bruins     | NHL          | 23  | 11  | 8   | 3     | 1,289  | 44    | 3  | 2.05 | .929  |
| 2012–13      | HC Škoda Plzeň    | ČHL          | 17  | 12  | 5   | 0     | 993    | 35    | 1  | 2.11 | .924  |
| 2012–13      | Boston Bruins     | NHL          | 36  | 19  | 10  | 5     | 2,104  | 70    | 5  | 2.00 | .929  |
| 2013–14      | Boston Bruins     | NHL          | 58  | 36  | 15  | 6     | 3,386  | 115   | 7  | 2.04 | .930  |
| 2014–15      | Boston Bruins     | NHL          | 70  | 34  | 21  | 13    | 4,063  | 156   | 3  | 2.30 | .922  |
| 2015–16      | Boston Bruins     | NHL          | 64  | 31  | 22  | 8     | 3,679  | 157   | 4  | 2.56 | .915  |
| 2016–17      | Boston Bruins     | NHL          | 65  | 37  | 20  | 5     | 3,680  | 137   | 8  | 2.23 | .915  |
| 2017–18      | Boston Bruins     | NHL          | 54  | 34  | 14  | 5     | 3,173  | 125   | 3  | 2.36 | .917  |
| 2018–19      | Boston Bruins     | NHL          | 46  | 27  | 13  | 5     | 2,635  | 109   | 4  | 2.48 | .912  |
| 2019–20      | Boston Bruins     | NHL          | 41  | 26  | 8   | 6     | 2,402  | 85    | 5  | 2.12 | .929  |
| 2020–21      | Boston Bruins     | NHL          | 24  | 15  | 5   | 2     | 1,397  | 53    | 2  | 2.28 | .913  |
| 2021–22      | Boston Bruins     | NHL          | 4   | 2   | 2   | 0     | 196    | 14    | 0  | 4.28 | .844  |
| Celkem v NHL | Celkem v NHL      | Celkem v NHL | 564 | 308 | 165 | 66    | 32,405 | 1,230 | 52 | 2.28 | .921  |

### Play-off
| Sezona       | Tým               | Liga         | Z  | V | P | MIN | OG | ČK | POG  | %ChS |
| ------------ | ----------------- | ------------ | -- | - | - | --- | -- | -- | ---- | ---- |
| 2005–06      | Tampereen Ilves   | SM-l         | 3  | 0 | 3 | 180 | 7  | 0  | 2.33 | .924 |
| 2006–07      | Tampereen Ilves   | SM-l         | 7  | 2 | 5 | 397 | 20 | 0  | 3.02 | .924 |
| 2007–08      | Providence Bruins | AHL          | 10 | 6 | 4 | 605 | 22 | 2  | 2.18 | .908 |
| 2008–09      | Providence Bruins | AHL          | 16 | 9 | 7 | 977 | 36 | 0  | 2.21 | .930 |
| 2009–10      | Boston Bruins     | NHL          | 13 | 7 | 6 | 829 | 36 | 0  | 2.61 | .912 |
| Celkem v NHL | Celkem v NHL      | Celkem v NHL | 13 | 7 | 6 | 829 | 36 | 0  | 2.61 | .912 |

### Reprezentace
| Rok                       | Tým                       | Soutěž                    | Z  | V  | P  | R | MIN  | OG | ČK | POG  | %ChS |
| ------------------------- | ------------------------- | ------------------------- | -- | -- | -- | - | ---- | -- | -- | ---- | ---- |
| 2004                      | Finsko 18                 | MS-18                     | 5  | 1  | 1  | 3 | 299  | 8  | 1  | 1.61 | .927 |
| 2005                      | Finsko 18                 | MS-18                     | 5  | 2  | 3  | 0 | 278  | 14 | 0  | 3.02 | .910 |
| 2005                      | Finsko 20                 | MSJ                       | 5  | 2  | 3  | 0 | 243  | 12 | 0  | 2.96 | .902 |
| 2006                      | Finsko 20                 | MSJ                       | 6  | 4  | 2  | 0 | 369  | 13 | 1  | 2.11 | .940 |
| 2007                      | Finsko 20                 | MSJ                       | 6  | 2  | 4  | 0 | 332  | 17 | 1  | 3.43 | .887 |
| 2014                      | Finsko                    | OH                        | 4  | 3  | 1  | 0 | 243  | 7  | 1  | 1.73 | .937 |
| 2016                      | Finsko                    | SP                        | 2  | 0  | 2  | 0 | 119  | 4  | 0  | 2.02 | .920 |
| Juniorská kariéra celkově | Juniorská kariéra celkově | Juniorská kariéra celkově | 27 | 11 | 13 | 3 | 1521 | 64 | 3  | 2.63 | .913 |
| Seniorská kariéra celkově | Seniorská kariéra celkově | Seniorská kariéra celkově | 6  | 3  | 3  | 0 | 362  | 11 | 1  | 1.87 | .928 |